# Tadeusz Szymańczak
Tadeusz Szymańczak (ur. 6 kwietnia 1952 w Skrzelewie) – polski polityk, rolnik, poseł na Sejm I kadencji.

## Życiorys
Z zawodu rolnik. Ukończył w 1980 studia na Wydziale Rolniczym Szkoły Głównej Gospodarstwa Wiejskiego. Na początku lat 80. zaangażował się w działalność związkową w ramach rolniczej „Solidarności”. W stanie wojennym został internowany na kilkanaście dni. Od 1991 do 1993 sprawował mandat posła I kadencji z ramienia Porozumienia Ludowego. W 2002 bez powodzenia ubiegał się o stanowisko wójta gminy Teresin.
Zawodowo zajął się prowadzeniem indywidualnego gospodarstwa rolnego. W III RP również aktywny jako związkowiec w ramach NSZZ „S” RI, zasiadał w zarządzie Mazowieckiej Izby Rolniczej. Promotor uprawy kukurydzy, stanął na czele komitetu organizującego „Dni Kukurydzy” województw mazowieckiego i łódzkiego. W 2023 założył Stowarzyszenie „Ochrona i Rozwój”, sprzeciwiające się budowie CPK.

## Odznaczenia
W 2006 został odznaczony przez prezydenta RP Lecha Kaczyńskiego Srebrnym Krzyżem Zasługi. W 2012 prezydent RP Bronisław Komorowski nadał mu Krzyż Kawalerski Orderu Odrodzenia Polski.